# Museo del rame
Il Museo del Rame (Muzeum Miedzi) è un museo fondato nel 1962 a Legnica, in Polonia, da Tadeusz Gumiński.  

## Descrizione
La collezione del museo raccoglie elementi riguardanti: 
- l'estrazione, la lavorazione e l'utilizzo del rame (minerali di rame da tutto il mondo, calcografia antica e contemporanea, strumenti dell’industria mineraria e della metallurgia del rame, piccole statue in bronzo antiche e moderne, oggetti artistici e utensili in rame e leghe del rame, elementi d’arte decorativa);
- l'oreficeria polacca moderna (opere di artisti del periodo a partire tra le due guerre mondiali, nonché gli oggetti presentati durante il concorso annuale d’arte orafa a Legnica);
- la storia di Legnica e dei suoi dintorni.

In oltre 40 anni sono stati raccolti in totale circa 30.000 oggetti, oltre 8.200 volumi e 1.700 fascicoli di riviste che sono conservati nella biblioteca museale, collezione che continua ad essere arricchita di anno in anno.
La sede principale del museo si trova in uno storico edificio barocco risalente al 1728, ubicato all’incrocio delle vie Świętego Jana e Partyzantów, precedentemente sede della curia degli abati di Lubiąż. Si tratta di uno dei più preziosi monumenti dell'architettura barocca della Bassa Slesia. L’edificio è caratterizzato da un portale con balcone, fiancheggiato dalle figure di San Giovanni Battista e Sant’Edvige, ed è decorato con un cartiglio araldico cistercense.
Il museo possiede anche quattro succursali:
- l'Accademia Cavalleresca di Legnica (ospitante molte mostre temporanee);
- il Mausoleo dei Piast di Slesia, nella chiesa di San Giovanni Battista a Legnica;
- la cappella del Castello dei Santi Benedetto e Lorenzo a Legnica (un padiglione nel cortile del Castello dei Piast dove si trovano i resti della cappella risalente al 1220);
- il Museo della battaglia di Legnica a Legnickie Pole.

Al museo appartengono anche il più grande lapidario della Bassa Slesia, ad esso contiguo e il tram-monumento degli anni ’50 del Novecento, collocato nel 1998 davanti all’ex-rimessa, dove per i primi anni era ospitata un’esposizione dedicata alla tranvia di Legnica.
Dal 2018 Marcin Makuch ricopre la carica di direttore del Museo.